# František Kaberle junior
František Kaberle junior (* 8. November 1973 in Kladno, Tschechoslowakei) ist ein ehemaliger tschechischer Eishockeyspieler. Während seiner Karriere in der National Hockey League absolvierte er über 500 NHL-Spiele für die  Carolina Hurricanes, die Atlanta Thrashers und die Los Angeles Kings. Kaberle stammt aus einer traditionsreichen Eishockeyfamilie, er ist der Bruder von Tomáš Kaberle, der zurzeit ebenfalls in der NHL bei den Boston Bruins spielt sowie der Sohn von František Kaberle senior, der in den 1970er Jahren für die tschechoslowakische Nationalmannschaft international erfolgreich war.

## Karriere
Während seiner Juniorenzeit spielte er für Poldi Kladno, wo er auch seine professionelle Karriere begann. 1995 wechselte der damals 21-jährige nach Schweden und spielte in der Elitserien für den MoDo Hockeyklubb. In dieser Zeit nahm er regelmäßig an den Eishockey-Weltmeisterschaften teil und wurde 1996 sowie 1999 mit der tschechischen Nationalmannschaft Weltmeister. Nachdem sein jüngerer Bruder Tomáš 1998 den Sprung in die NHL geschafft hatte, rückte auch er ins Blickfeld der NHL-Scouts.
Zur Saison 1999/2000 stand er im Kader der Kings, doch oft wurde er bei den Long Beach Ice Dogs in der IHL und den Lowell Lock Monsters in der AHL eingesetzt.  Mitte März wurde er dann zusammen mit Donald Audette an die Atlanta Thrashers abgegeben. Im Gegenzug kamen Kelly Buchberger und Nelson Emerson nach Los Angeles.

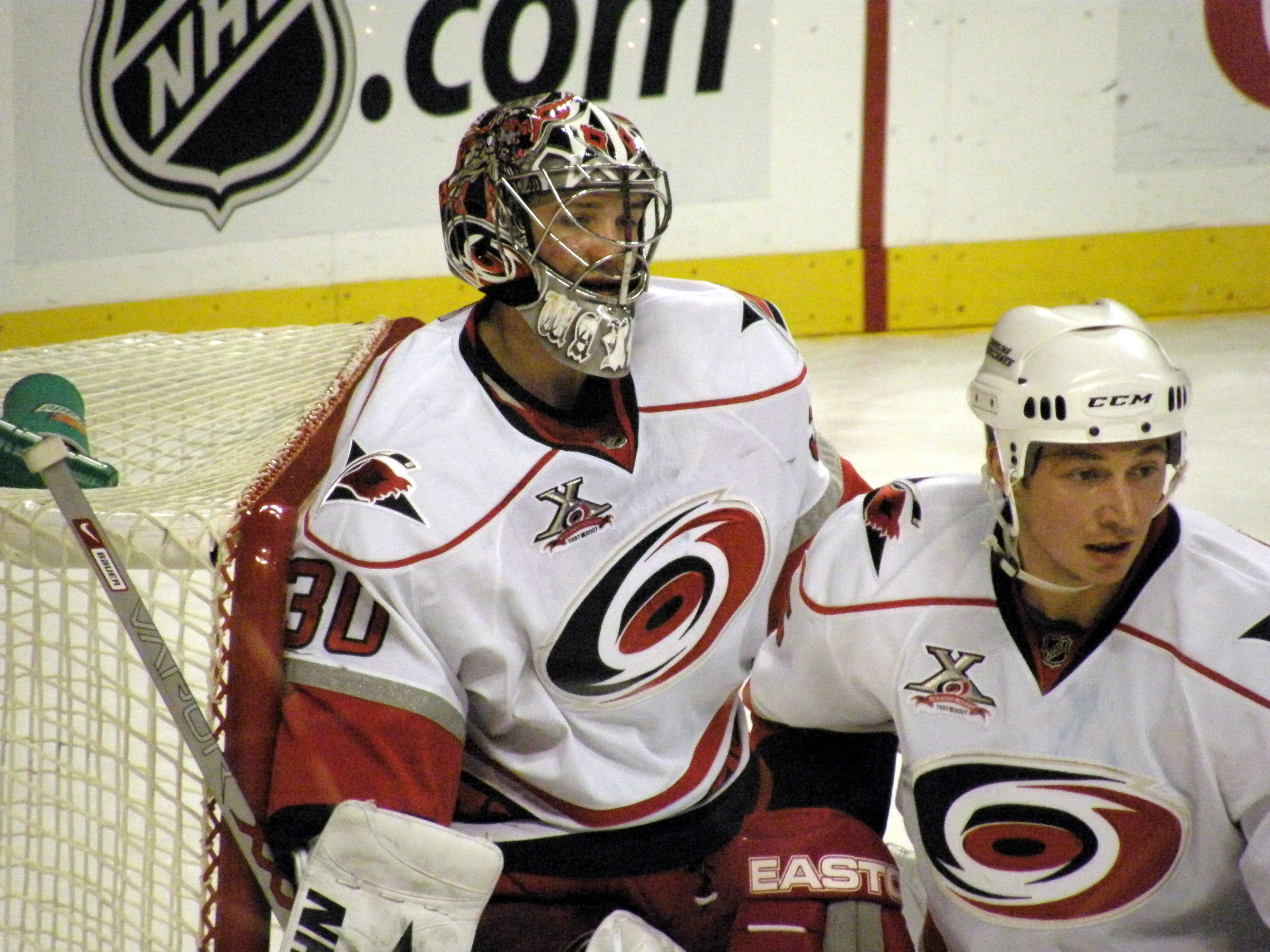
František Kaberle mit Goalie Cam Ward

In Atlanta schaffte er dann den Durchbruch in der NHL und gab der Abwehr des neuen Teams Sicherheit. Da sich das Team in diesen Jahren nicht für die Playoffs qualifizieren konnten, nahm er weiterhin für sein Heimatland an den Weltmeisterschaften Teil und konnte 2000 und 2001 erneut den Weltmeistertitel gewinnen.
Im Juli 2004 unterschrieb er als Free Agent bei den Carolina Hurricanes, doch die Saison fiel streikbedingt aus und so überbrückte er die Zeit in seiner Heimat beim HC Rabat Kladno und in Schweden beim MoDo Hockeyklubb. Zur Saison 2005/06 konnte er endlich für Carolina spielen und gewann mit dem Team den Stanley Cup. Im entscheidenden Spiel steuerte er das entscheidende Tor bei. Bei den Olympischen Winterspielen 2006 in Turin gewann er im Laufe dieser Saison mit seiner Nationalmannschaft die Bronzemedaille. 
Eine Schulterverletzung in der folgenden Saison hinderte ihn daran, an die hervorragenden Leistungen der Vorsaison anzuknüpfen. Er konnte erst im Februar in die Saison einsteigen und erzielte gleich in seinem ersten Spiel das entscheidende Tor. Auch in der Saison 2007/08 zählt er zu den Leistungsträgern der Verteidigung bei den Hurricanes.
Ende Juli 2009 wurde František Kaberle von den Carolina Hurricanes aus seinem Vertrag herausgekauft und wechselte daraufhin zu seinem Stammverein, dem HC Geus Okna Kladno. Ein Jar später wechselte er innerhalb der Extraliga zum HC Pardubice. Zur Saison 2011/12 schloss er sich dem HC Plzeň 1929 an und beendete im August 2012 seine Karriere.

## Erfolge und Auszeichnungen
- 1999 Rinkens riddare
- 2006 Stanley-Cup-Gewinn mit den Carolina Hurricanes

### International
| - 1991 Goldmedaille bei der U18-Junioren-Europameisterschaft - 1993 Bronzemedaille bei der Junioren-Weltmeisterschaft - 1996 Goldmedaille bei der Weltmeisterschaft - 1997 Bronzemedaille bei der Weltmeisterschaft - 1998 Bronzemedaille bei der Weltmeisterschaft | - 1999 Goldmedaille bei der Weltmeisterschaft - 2000 Goldmedaille bei der Weltmeisterschaft - 2001 Goldmedaille bei der Weltmeisterschaft - 2005 Goldmedaille bei der Weltmeisterschaft - 2006 Bronzemedaille bei den Olympischen Winterspielen |

## NHL-Statistik
(Stand: Ende der Saison 2010/11)